# 리빙스턴교
리빙스턴교는 강원특별자치도 인제군 인제읍 덕산리의 덕산 교차로에서 합강리까지 연결하는 교량으로, 총 길이가 150m, 폭 3.6m의 구조를 이루는 다리이다. 이 교량이 있는 도로는 한석산로이다. 그리고 교량이 가설된 하천은 인북천이다.

## 명칭 유래
6.25 전쟁이 한창이던 1952년 9월 22일 인제 854고지 전투에 미 제10군단 제196 야전포병대대 관측장교(Forward Observer with the 196th Field Artillery Battalion, X Corps)로 참가하여 임무를 수행하다 전사한 리빙스턴(Thomas W. Livingston Jr.) 소위의 이름에서 유래하였다.
1957년 12월 4일, 처음 가설시는 목재 다리였는데 목재 시설이 노후화됨에 따라 1970년 12월, 대한민국 육군 공병대가 원래의 리빙스턴교보다 상류 지점인 위치에 총 연장 148m, 폭 7m 짜리의 콘크리트 형태의 새로운 교량을 가설시킨 다음 정식으로 리빙스턴교로 명명되었으며, 리빙스턴 소위의 정신을 이었다.
이후 인제군은 리빙스턴교의 역사적 가치를 살리고 안보관광 자원으로 활용하기 위해 2013년 6월부터 보수 공사를 착수, 2015년부터 리빙스턴교가 붉은색 상판 구조물을 통해 다리의 면모를 되살리고 시가전 및 진지전을 형상화한 포토존, 전망, 휴게 시설, 파고라 공원 등을 겸비한 신규 역사 관광 명소로 다시 탄생되었다.

### 잘못 알려졌던 부분
국내에서 오랫동안 리빙스턴(Thomas W. Livingston Jr.) 소위의 계급을 중령으로 그리고 인북천을 통해 후퇴할때 다리가 없어 전사한 부하들을 안타까워하며 부인에게 다리 건설 유언을 남기고 이 유언에 의해 다리가 건설되었다는 유래가 정설처럼 받아들여졌지만 실상은 와전된 유래이다.
하단 참고 자료에 링크되어 있는 G1방송에서 2012년 1월에 방영한 미니 다큐멘터리 DMZ 스토리 - '리빙스턴 다리의 전설'를 시청해보면 정확한 명칭 유래를 알 수 있으며 이 미니 다큐멘터리를 통해 리빙스턴교의 유래에 대한 사실관계는 정립이 사실 끝난 것이나 마찬가지였다.

## 참고 자료
- G1방송 DMZ 스토리 - 리빙스턴 다리의 전설